# Volta a Espanha de 2005
A 60ª edição da Vuelta decorreu entre 27 de agosto a 18 de Setembro de 2005 entre as localidades de Granada e Madrid. Esta prova foi marcada pela desqualificação de Roberto Heras, após o seu término, por uso de produtos dopantes, punição esta revertida por decisão judicial devido a irregularidades nos exames anti-doping.

## Equipas participantes
| - Liberty Seguros-Würth ( Espanha) - Gerolsteiner ( Alemanha) - Team CSC ( Dinamarca) - T-Mobile Team ( Alemanha) - Rabobank ( Países Baixos) - Discovery Channel ( Estados Unidos) - Quick Step-Innergetic ( Bélgica) - Phonak ( Suíça ) - Fassa Bortolo ( Itália) - Cofidis ( França) - Illes Balears ( Espanha) | - Davitamon-Lotto ( Bélgica) - Saunier Duval-Prodir ( Espanha) - Euskaltel-Euskadi ( Espanha) - Bouygues Télécom ( França) - La Française des Jeux ( França) - Crédit Agricole ( França) - Lampre-Caffita ( Itália) - Domina Vacanze ( Itália) - Liquigas-Bianchi ( Itália) - Relax ( Espanha) - Comunidad Valenciana ( Espanha) |

## Etapas

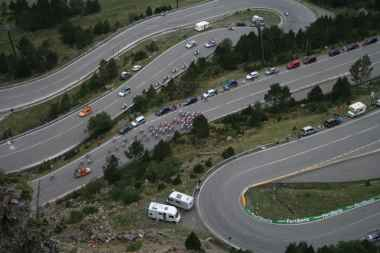
10ª etapa, Subida de Ordino.

| Etapa     | Data           | Etapa                                    | km         | Vencedor da etapa                 | Líder da prova             |
| 1ª etapa  | 27 de agosto   | Granada - Granada                        | 7,0 (CRI)  | Denis Menchov ( Rússia)           | Denis Menchov ( Rússia)    |
| 2ª etapa  | 28 de agosto   | Granada - Córdoba                        | 189,3      | Leonardo Bertagnolli ( Itália)    | Bradley McGee ( Austrália) |
| 3ª etapa  | 29 de agosto   | Córdoba - Puertollano                    | 153,3      | Alessandro Petacchi ( Itália)     | Bradley McGee ( Austrália) |
| 4ª etapa  | 30 de agosto   | Ciudad Real - Argamasilla de Alba        | 230,3      | Alessandro Petacchi ( Itália)     | Bradley McGee ( Austrália) |
| 5ª etapa  | 31 de agosto   | Alcázar de San Juan - Cuenca             | 176,0      | Thor Hushovd ( Noruega)           | Bradley McGee ( Austrália) |
| 6ª etapa  | 1 de Setembro  | Cuenca - Aramón Valdelinares             | 217,0      | Roberto Heras ( Espanha)          | Roberto Heras ( Espanha)   |
| 7ª etapa  | 2 de Setembro  | Teruel - Vinaroz                         | 212,5      | Max Van Heeswijk ( Países Baixos) | Roberto Heras ( Espanha)   |
| 8ª etapa  | 3 de Setembro  | Tarragona - Lloret de Mar                | 189,0      | Alessandro Petacchi ( Itália)     | Roberto Heras ( Espanha)   |
| 9ª etapa  | 4 de Setembro  | Lloret de Mar - Lloret de Mar            | 47,0 (CRI) | Denis Menchov ( Rússia)           | Denis Menchov ( Rússia)    |
| 10ª etapa | 5 de Setembro  | La Vall d'En Bas - Ordino-Arcalis        | 206,3      | Francisco Mancebo ( Espanha)      | Denis Menchov ( Rússia)    |
| 11ª etapa | 6 de Setembro  | Andorra - Cerler                         | 186,6      | Roberto Laiseka ( Espanha)        | Denis Menchov ( Rússia)    |
| 12ª etapa | 8 de Setembro  | Logroño - Burgos                         | 148,0      | Alessandro Petacchi ( Itália)     | Denis Menchov ( Rússia)    |
| 13ª etapa | 9 de Setembro  | Burgos - Santuario de la Bien Aparecida  | 181,0      | Samuel Sánchez ( Espanha)         | Denis Menchov ( Rússia)    |
| 14ª etapa | 10 de Setembro | La Penilla (Nestlé) - Lagos de Covadonga | 172,3      | Eladio Jiménez ( Espanha)         | Denis Menchov ( Rússia)    |
| 15ª etapa | 11 de Setembro | Cangas de Onís - Valgrande-Pajares       | 191,0      | Roberto Heras ( Espanha)          | Roberto Heras ( Espanha)   |
| 16ª etapa | 13 de Setembro | León - Valladolid                        | 162,5      | Paolo Bettini ( Itália)           | Roberto Heras ( Espanha)   |
| 17ª etapa | 14 de Setembro | El Espinar - La Granja de San Ildefonso  | 165,6      | Carlos García Quesada ( Espanha)  | Roberto Heras ( Espanha)   |
| 18ª etapa | 15 de Setembro | Ávila - Ávila                            | 197,5      | Nicki Sorensen ( Dinamarca)       | Roberto Heras ( Espanha)   |
| 19ª etapa | 16 de Setembro | San Martín de Valdeiglesias - Alcobendas | 142,9      | Heinrich Haussler ( Alemanha)     | Roberto Heras ( Espanha)   |
| 20ª etapa | 17 de Setembro | Guadalajara - Alcalá de Henares          | 38,9 (CRI) | Rubén Plaza ( Espanha)            | Roberto Heras ( Espanha)   |
| 21ª etapa | 18 de Setembro | Madrid - Madrid                          | 144,0      | Alessandro Petacchi ( Itália)     | Roberto Heras ( Espanha)   |

## Classificações

### Classificação geral
| \| 1. \| Roberto Heras \| Espanha \| LSW \| 82h 22' 55s \| \| \| 1. \| Denis Menchov \| Rússia \| RAB \| 82h 27' 31s \| \| \| 2. \| Carlos Sastre \| Espanha \| CSC \| a 18s \| \| \| 3. \| Francisco Mancebo \| Espanha \| IBA \| a 1' 22s \| \| \| 4. \| Carlos García Quesada \| Espanha \| ECV \| a 3' 30s \| \| \| 5. \| Rubén Plaza \| Espanha \| ECV \| a 7' 00s \| \| \| 6. \| Óscar Sevilla \| Espanha \| TMO \| a 8' 46s \| \| \| 7. \| Tom Danielson \| Estados Unidos \| DSC \| a 12' 02s \| \| \| 8. \| Mauricio Ardila \| Colômbia \| DVL \| a 13' 39s \| \| \| 9. \| Juan Miguel Mercado \| Espanha \| QST \| a 13' 55s \| \| |                       |                |     |             |  |
| 1. | Roberto Heras         | Espanha        | LSW | 82h 22' 55s |  |
| 1. | Denis Menchov         | Rússia         | RAB | 82h 27' 31s |  |
| 2. | Carlos Sastre         | Espanha        | CSC | a 18s       |  |
| 3. | Francisco Mancebo     | Espanha        | IBA | a 1' 22s    |  |
| 4. | Carlos García Quesada | Espanha        | ECV | a 3' 30s    |  |
| 5. | Rubén Plaza           | Espanha        | ECV | a 7' 00s    |  |
| 6. | Óscar Sevilla         | Espanha        | TMO | a 8' 46s    |  |
| 7. | Tom Danielson         | Estados Unidos | DSC | a 12' 02s   |  |
| 8. | Mauricio Ardila       | Colômbia       | DVL | a 13' 39s   |  |
| 9. | Juan Miguel Mercado   | Espanha        | QST | a 13' 55s   |  |

### Classificação por pontos
| \| 1. \| Alessandro Petacchi \| Itália \| FAS \| 169 pontos \| \| 2. \| Roberto Heras \| Espanha \| LSW \| 169 pontos \| \| 2. \| Denis Menchov \| Rússia \| RAB \| 142 pontos \| \| 3. \| Carlos Sastre \| Espanha \| CSC \| 124 pontos \| \| 4. \| Erik Zabel \| Alemanha \| TMO \| 118 pontos \| |                     |          |     |            |
| 1. | Alessandro Petacchi | Itália   | FAS | 169 pontos |
| 2. | Roberto Heras       | Espanha  | LSW | 169 pontos |
| 2. | Denis Menchov       | Rússia   | RAB | 142 pontos |
| 3. | Carlos Sastre       | Espanha  | CSC | 124 pontos |
| 4. | Erik Zabel          | Alemanha | TMO | 118 pontos |

### Classificação da montanha
| \| 1. \| Joaquín Rodríguez \| Espanha \| SDV \| 200 pontos \| \| 2. \| Eladio Jiménez \| Espanha \| ECV \| 166 pontos \| \| 3. \| Roberto Heras \| Espanha \| LSW \| 110 pontos \| \| 3. \| Denis Menchov \| Rússia \| RAB \| 72 pontos \| \| 4. \| Francisco Mancebo \| Espanha \| IBA \| 65 pontos \| |                   |         |     |            |
| 1. | Joaquín Rodríguez | Espanha | SDV | 200 pontos |
| 2. | Eladio Jiménez    | Espanha | ECV | 166 pontos |
| 3. | Roberto Heras     | Espanha | LSW | 110 pontos |
| 3. | Denis Menchov     | Rússia  | RAB | 72 pontos  |
| 4. | Francisco Mancebo | Espanha | IBA | 65 pontos  |

### Classificação do combinado
| \| 1. \| Roberto Heras \| Espanha \| LSW \| 6 pontos \| \| 1. \| Denis Menchov \| Rússia \| RAB \| 9 pontos \| \| 2. \| Carlos Sastre \| Espanha \| CSC \| 14 pontos \| \| 3. \| Francisco Mancebo \| Espanha \| IBA \| 15 pontos \| \| 4. \| Carlos García Quesada \| Espanha \| ECV \| 18 pontos \| |                       |         |     |           |
| 1. | Roberto Heras         | Espanha | LSW | 6 pontos  |
| 1. | Denis Menchov         | Rússia  | RAB | 9 pontos  |
| 2. | Carlos Sastre         | Espanha | CSC | 14 pontos |
| 3. | Francisco Mancebo     | Espanha | IBA | 15 pontos |
| 4. | Carlos García Quesada | Espanha | ECV | 18 pontos |

### Classificação por equipas
| \| 1. \| Comunidad Valenciana \| Espanha \| ECV \| 246h 55' 45s \| \| 2. \| Illes Balears \| Espanha \| IBA \| a 54' 02s \| \| 3. \| Team CSC \| Dinamarca \| CSC \| a 1h 00' 30s \| \| 4. \| Liberty Seguros-Würth \| Espanha \| LSW \| a 1h 14' 42s \| \| 5. \| Davitamon-Lotto \| Bélgica \| DVL \| a 1h 15' 25s \| |                       |           |     |              |
| 1. | Comunidad Valenciana  | Espanha   | ECV | 246h 55' 45s |
| 2. | Illes Balears         | Espanha   | IBA | a 54' 02s    |
| 3. | Team CSC              | Dinamarca | CSC | a 1h 00' 30s |
| 4. | Liberty Seguros-Würth | Espanha   | LSW | a 1h 14' 42s |
| 5. | Davitamon-Lotto       | Bélgica   | DVL | a 1h 15' 25s |